# پاتریک موئر
پاتریک موئر (انگلیسی: Patrick Mower؛ زادهٔ ۱۲ سپتامبر ۱۹۳۸) بازیگر اهل بریتانیا است. وی از سال ۱۹۶۴ میلادی تاکنون مشغول فعالیت بوده‌است.
از فیلم‌ها یا برنامه‌های تلویزیونی که وی در آن نقش داشته‌است، می‌توان به زیبای سیاه، تاب‌آوردن شیطان، وضعیت اضطراری!، سوئینی، فضا: ۱۹۹۹، هدف، مارکو پولو، داستان‌های باورنکردنی و وکیل مدافع شیطان اشاره کرد.